# Philip Rogers
Philip Tingley Rogers (Vancouver, 14 de fevereiro de 1908 — 19 de junho de 1961) foi um velejador canadense, medalhista olímpico. Ele competiu nos Jogos Olímpicos de Verão de 1932 na classe 6 Metre e conquistou a medalha de bronze na disputa a bordo do Caprice com Gardner Boultbee, Ken Glass e Jerry Wilson.
Rogers formou-se na McGill University e trabalhou na indústria açucareira na empresa familiar na Colúmbia Britânica. Ele se tornou seu presidente, cargo que ocupou até sua morte em 1961.